# Ruschia esterhuyseniae
Ruschia esterhuyseniae är en isörtsväxtart som beskrevs av L. Bol. Ruschia esterhuyseniae ingår i släktet Ruschia och familjen isörtsväxter. Inga underarter finns listade i Catalogue of Life.